# 蒼鷹 (隼型水雷艇)
|          |                                                             |
| 艦歴     |                                                             |
| 計画     | 明治30年度計画                                              |
| 起工     | 1902年4月15日                                               |
| 進水     | 1903年3月14日                                               |
| 就役     | 1903年8月1日                                                |
| 除籍     | 1922年4月1日                                                |
| その後   | 1922年4月1日雑役船編入、曳船兼交通船指定                    |
| 廃船     | 1927年9月19日                                               |
| 性能諸元 |                                                             |
| 排水量   | 常備：152トン                                               |
| 全長     | 垂線間長：45.00m (147ft 7in 11/16)                          |
| 全幅     | 4.91m (16ft 1in 7/16)                                       |
| 吃水     | 1.45m (4ft 9in 3/32)                                        |
| 機関     | ノルマン式缶2基 直立式3気筒3段膨張レシプロ2基 2軸 4,200馬力 |
| 速力     | 28.5ノット                                                  |
| 航続距離 | 10ノットで2,000海里                                         |
| 燃料     | 石炭：28.5トン（満載）                                      |
| 乗員     | 30名                                                        |
| 兵装     | 4.7cm保式単装軽速射砲3基（推定） 45cm水上旋回式発射管3基    |

蒼鷹（あをたか、あおたか）は、日本海軍の水雷艇で、隼型水雷艇の6番艇である。同名艦艇に初鷹型急設網艦の「蒼鷹」があるため、こちらは「蒼鷹 (初代)」や「蒼鷹I」などと表記される。

## 艦歴
発注時の艇名は第七号百二十噸水雷艇。1900年（明治33年）10月15日、蒼鷹と命名。1901年（明治34年）2月7日、水雷艇に編入され等級一等となる。1902年（明治35年）4月15日、呉海軍造船廠で起工。 1903年（明治36年）3月14日に進水し、同年8月1日に竣工。
日露戦争では旅順口攻撃や、日本海海戦では第九艇隊の司令艇として夜戦に参加した。
1922年（大正11年）4月1日に除籍され、同日、雑役船に編入となり、曳船兼交通船に指定され佐世保海軍工廠所属となる。1927年（昭和2年）9月19日に廃船。